# Club Deportivo Brezo Osuna
El Club Deportivo Brezo Osuna es un club deportivo de la ciudad de Madrid, España, ubicado en el barrio Alameda de Osuna. Fue fundado en 1974 y en 2010 contaba con 2.200 socios. 

## Historia
En el año 1974 la promotora Los Brezos decidió crear un club deportivo y vender, junto con cada chalet y pisos que estaba promocionando en la época, una acción del mismo. Esta promoción de viviendas se realizó en el madrileño barrio de la Alameda de Osuna, próximo al Aeropuerto de Barajas. Posteriormente las acciones se dispersaron y en la actualidad sus socios provienen de zonas del nordeste de la capital y de municipios cercanos (Paracuellos de Jarama, Algete, etc).

## Actividades
El objeto del club es el fomento y práctica del deporte en beneficio de sus socios y sin ánimo de lucro alguno. Asimismo fomenta todo tipo de actividades recreativo-culturales.
Dispone de Escuelas de Tenis, Pádel, Fútbol y Patinaje; así como de actividades dirigidas: Gimnasia de Mantenimiento, Pilates, Yoga, GAP, Global Training, Zumba, Danza Moderna, Bailes de Salón y Sevillanas.
La principal actividad son los deportes de raqueta (tenis y pádel), en la que dispone de varios equipos federados. También tiene Liga interna de fútbol, actividades de juegos de mesa, campamento infantil de verano y de Navidad.

## Instalaciones

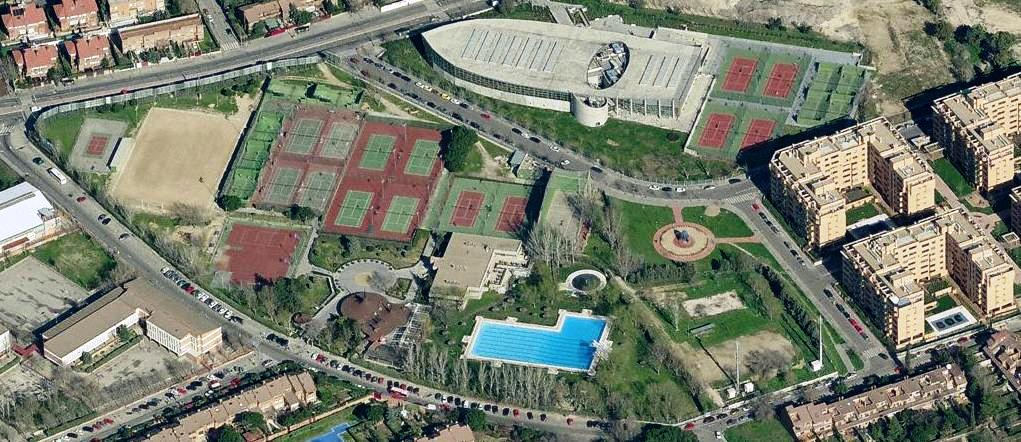
Vista aérea del C.D. Brezo Osuna en 2010

Dispone de instalaciones deportivas de  tenis, pádel, frontón, tenis de mesa, hockey sobre patines, patinaje, baloncesto, balonmano, fútbol, gimnasia y natación. También compite en juegos de mesa: canasta y  mus. 
El club tiene una superficie de 41.246 m², con diez pistas de tenis (dos de ellas de tierra batida), siete de pádel, un frontón, dos campos de fútbol (uno de ellos de césped artificial), una pista polideportiva, una de patinaje y una piscina olímpica. Los salones sociales, restaurante, cafeterías, gimnasios, sauna, vestuarios y barbacoas ocupan 2.382 metros cuadrados distribuidos en plantas.

## Curiosidades

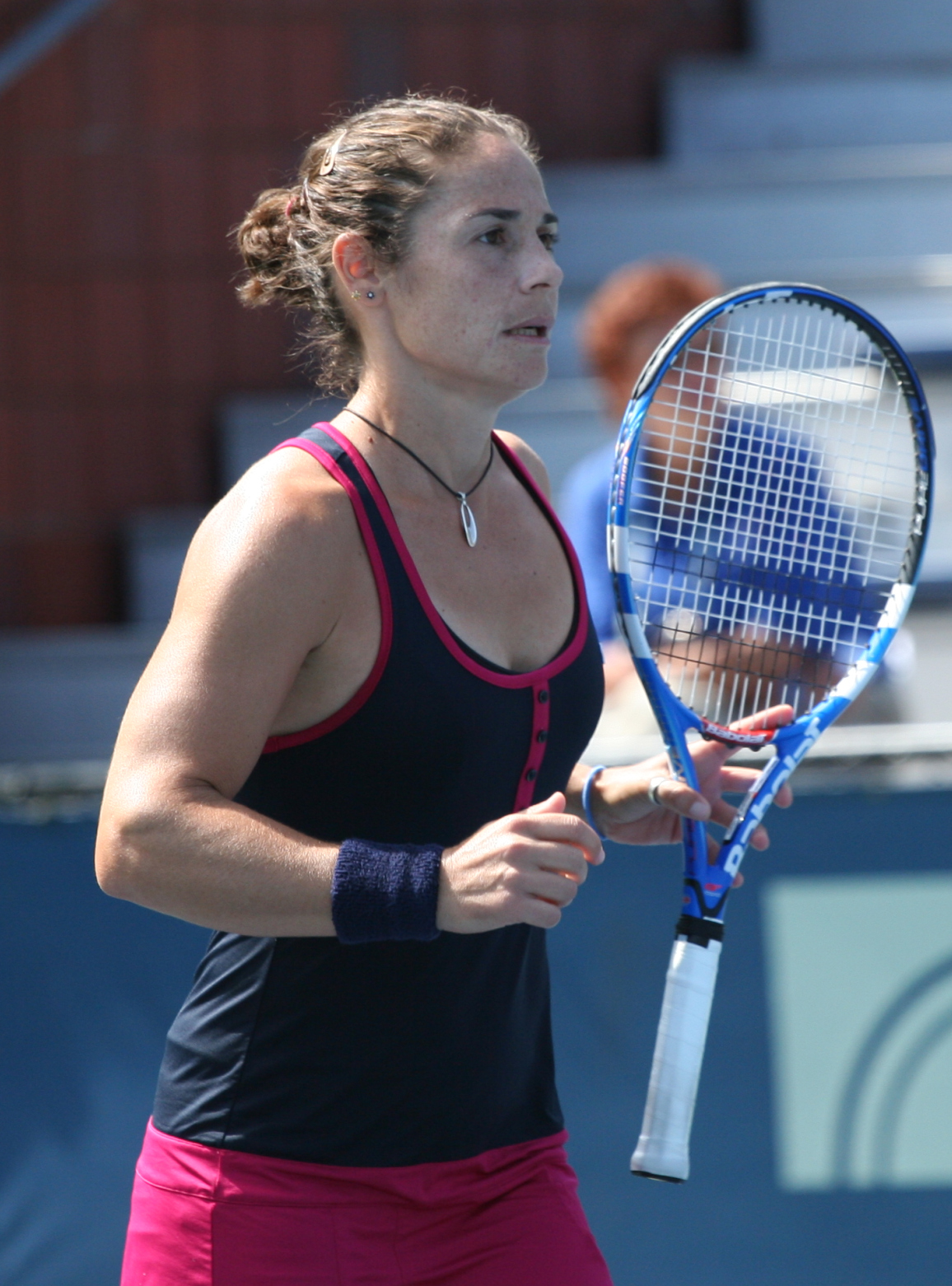

Virginia Ruano es socia de honor por haber iniciado en el propio Club sus pasos en el tenis. Es dos veces medallista olímpica (2004 y 2008), ganadora de 11 Grand Slams (6 Roland Garros), todos ellos en la modalidad de dobles. También ha sido tres veces campeona de la Copa Federación y otras tres veces campeona de España. Una de las tenistas españolas con mejor palmarés de la historia, junto con Arantxa Sánchez Vicario y Conchita Martínez. 
El Club está asociado a ACEDYR (Asociación de clubes y entidades deportivas y recreativas), en la que participan treinta clubes deportivos más.